# Venus Victrix (Canova)
Pauline Bonaparte kot Venus Victrix (Venera Victorious) je polgola ležeča neoklasicistična portretna skulptura v naravni velikosti italijanskega kiparja Antonia Canove. Ob oživljanju starorimskih umetniških tradicij portretiranja smrtnih posameznikov v podobi bogov in čudovite ženske postave, ki leži na kavču (kot je najpogosteje vidna v ležečih portretih Hermafrodita), sta jo naročila mož Pauline Bonaparte Camillo Borghese in usmrčen v Rimu od 1805 do 1808, potem ko se je subjekt poročil z družino Borghese. Nato se je preselila v Camillovo hišo v Torinu, nato v Genovo, v svoj sedanji dom (Galleria Borghese v Rimu) pa je prispela šele okoli leta 1838.

## Opis
Goli portreti so bili nenavadni, pri čemer so osebe na visokem položaju običajno imele strateško postavljene draperije (čeprav je Canova izdelal še enega iz družine Bonaparte, z njegovim Napoleonom iz leta 1806 kot Marsom Mirovnikom). Sprašuje se, ali je za skulpturo res pozirala gola, saj je le glava realističen (čeprav rahlo idealiziran) portret, medtem ko je goli trup neoklasicistično idealizirana ženska podoba. Na vprašanje, kako je lahko tako malo oblečena pozirala kiparju, je domnevno odgovorila, da je bila v ateljeju peč, ki jo je grela, čeprav je to lahko apokrifno ali pa norčija, ki jo je namerno oblikovala, da bi podžigala škandal.
V roki drži jabolko, ki spominja na Afroditino zmago v Parisovi sodbi. Soba, v kateri je skulptura razstavljena v galeriji Borghese, ima tudi stropno sliko, ki prikazuje sodbo, naslikal pa jo je Domenico de Angelis leta 1779 in se zgleduje po znamenitem reliefu na fasadi vile Medici.
Canova je najprej dobil navodilo, naj upodablja Pauline Bonaparte popolnoma oblečeno kot čisto boginjo Diano, lovko in devico, toda Pauline se je začela smejati in rekla, da nihče ne bi verjel, da je devica. Imela je mednarodni sloves po lahki promiskuiteti, v Franciji in Italiji, in morda je uživala v provokaciji golega poziranja v katoliškem Rimu. Nadalje, ko so Pauline vprašali, ali je res gola pozirala pred Canovo, je odgovorila, da je v resnici gola in da to ne predstavlja problema, ker Canova »ni pravi moški« in da je bila soba pretopla za poziranje oblečen. Na temo kipa je morda vplival tudi mitski prednik družine Borghese: sledili so svojemu izvoru do Venere prek njenega sina Eneja, ustanovitelja Rima.
Leseno podnožje, pogrnjeno kot katafalk, je nekoč vsebovalo mehanizem za vrtenje skulpture, tako kot pri drugih Canovinih delih in pri prilagojenih podstavkih antične skulpture v galerijah, tako da jo je gledalec lahko opazoval iz vseh zornih kotov brez premikanja samega sebe. V času nastanka so skulpturo gledalci občudovali tudi v soju sveč. Sijaju skulpture ni pripomogla samo kakovost marmorja, ampak tudi povoščena površina, ki je bila pred kratkim obnovljena.

## Original iz mavca
Museo Canova ima mavčni odlitek Venere Victrix, ki je bil prvotno uporabljen kot model za marmor, v svoji gipsoteci [it], muzejski galeriji mavčnih odlitkov. Med prvo bitko pri Monte Grappi leta 1917 je božično bombardiranje odrezalo glavo mavca in poškodovalo dele rok, nog in blaga. Obnova leta 2004 je popravila to škodo. Leta 2020 si je turist zlomil nekaj prstov na nogi, ko je sedel na mavcu med poziranjem za selfi.